# Établissement géographique de Bruxelles
| \| Établissement géographique de Bruxelles \| Emplacement de l'Établissement géographique de Bruxelles (détruit aujourd'hui) |
| Établissement géographique de Bruxelles                                                                                      |

L'Établissement géographique de Bruxelles était un organisme privé fondé par Philippe Vandermaelen en 1830. Son activité principale était la production cartographique mais les missions que s'était assignées l'établissement débordèrent largement de ce cadre pour proposer une multitude de collections dans de nombreux domaines.

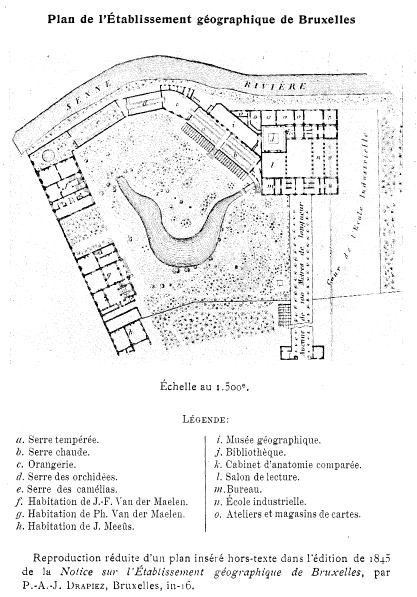
Plan de l'établissement géographique de Bruxelles (1845)

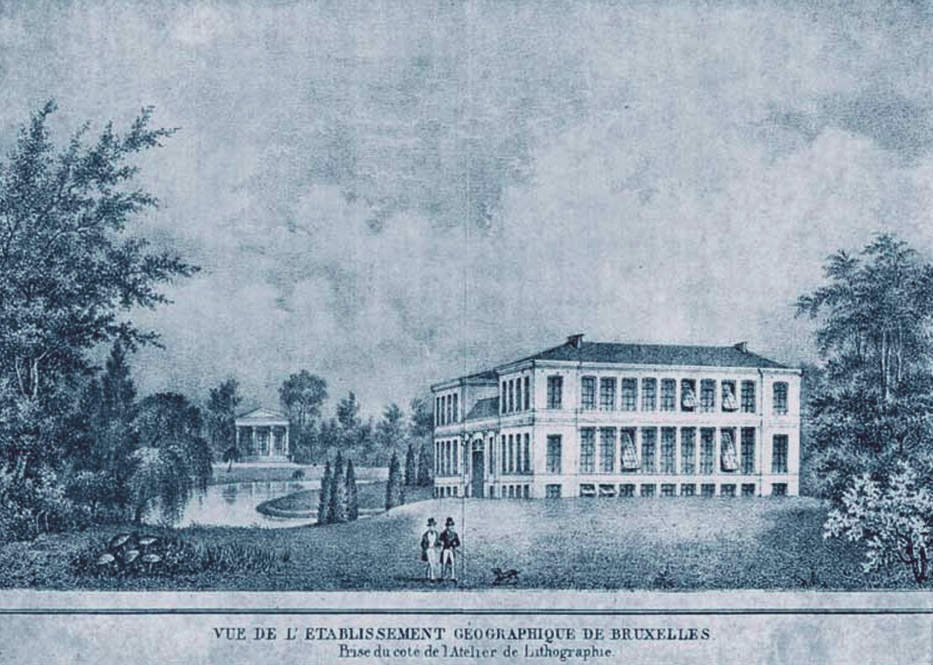
Établissement géographique de Bruxelles du côté de l'atelier de lithogravure

## Fondation et missions
En 1830, Philippe Vandermaelen, fonde l'Établissement géographique de Bruxelles. Il l'installe dans des bâtiments qu'il fit construire en 1829 sur le terrain d'une ancienne blanchisserie héritée de ses parents à Molenbeek-Saint-Jean. Son frère, Jean-François, passionné de botanique, y développe un jardin botanique. Outre une entreprise cartographique, cet institut s'était doté de sa propre imprimerie lithographique. Ce procédé avait vu le jour dans le domaine artistique mais Philippe Vandermaelen fut le premier à percevoir son utilité pour les cartographes. Il le perfectionna ensuite et eut recours à la taille-douce et même à l'eau-forte. Les cartes tirées en noir, étaient souvent colorisées manuellement à l'aquarelle. Parmi les nombreux ouvrages sortis de cet institut, on compte l'Atlas de l'Europe au1⁄600000e, la carte des Concessions houillères du Couchant de Mons (1850), la reproduction de la carte topographique de la Belgique au 1⁄80000e, les travaux divers de topographie et d'hydrographie, des plans cadastraux, des plans urbains, des manuels scolaires, des globes terrestres, des tableaux astronomiques, des dictionnaires, et jusqu'à des indicateurs de chemin de fer.
Cette entreprise bruxelloise a produit entre 1830 et 1877 des centaines de plans de Bruxelles sur base des plans cadastraux plus anciens qui provenaient des régimes précédents ou avaient été actualisés par l'administration belge. Ces plans revêtent une grande valeur pour les historiens en ce sens qu'ils permettent de suivre pas à pas la croissance et les transformations qui ont orienté Bruxelles au XIXe siècle,.
Le rayonnement de l'établissement fut important. Ceci fut lié à sa large ouverture sur le grand-public voulue par son créateur qui lui adjoint une bibliothèque, une mappothèque, un musée ethnographique, un planétarium, un cabinet d'anatomie comparée et de physique et même une galerie d'histoire naturelle. Philippe Vandermaelen forme de nombreuses personnes à la cartographie faisant de son établissement un centre d'échange et de documentation. L'établissement hébergeait également plusieurs écoles (une école moyenne, une école normale puis une école industrielle) et proposait des conférences dans différents domaines.
Le projet Vandermaelen initié par la Bibliothèque royale de Belgique tend à étudier le rayonnement de cette institution qui fut un foyer de développement pour la Belgique.

## Description du site
Philippe Vandermaelen entendait donner à la géographie son acception la plus large possible: La géographie prise dans son sens étymologique le plus étendu. Le site reflétera cette préoccupation et livrera ses collections sur plus de 20 000 m2.
L'Établissement géographique de Bruxelles était situé près de la porte de Flandre, entre le canal de Charleroi et la Senne, à l'époque, au 8, Quai des charbonnages.
Le bâtiment principal hébergeait les bureaux, la bibliothèque et sa grande salle de lecture. On y retrouvait les différentes collections (sauf celles relatives à la botanique). On y trouvait également des salles de classe et le magasin des cartes et des publications qui était géré par le beau-frère de Philippe Vandermaelen, Pierre-Joseph Meeûs (1793-1873). Ce dernier, tout comme les frères Vandermaelen, habitait sur le site même de l'Établissement au Faubourg de Flandre.  Il deviendra même bourgmestre de la commune de Molenbeek-Saint-Jean de 1836 à 1842.
En sous-sol, se trouvait l'imprimerie qui évoluera en fonction des préoccupations de Vandermaelen : produire des cartes de qualité, à grand tirage et faible coût. La lithographie puis la gravure sur pierre mise au point par Vandermaelen n'auront pas d'autres buts. Les cartes produites étaient jusqu'à cinq fois moins chères que celle produites sur cuivre.
La mappothèque était également un haut lieu de l'endroit. Elle était constituée d'un vaste meuble central à tiroirs et reprenait les collections de cartes topographiques, hydrographiques, géologiques et ethnographiques. Elle comportait également une collection complète de l'ensemble des cartes produites par l'établissement. La mappothèque était surmontée d'un globe terrestre de près de 10 m de diamètre. Les murs étaient ornés de plans-reliefs.
Une longue annexe comportait un médaillier présentant de vastes collections de pièces anciennes, de sceaux et de papiers monnaies. Les annexes hébergeaient également les collections en minéralogie, géologie, paléontologie, zoologie (surtout la grande collection en entomologie et les ateliers d'anatomie comparée, de chimie, de physique. Philippe Vandermaelen y reproduisit d'ailleurs l'expérience du pendule de Foucault de 1851.
Jean-François Vandermaelen s'occupait, en plus du magasin, des différentes serres et des collections botaniques. Le site comportait plus de 18 000 plantes. Il signera d'ailleurs, en collaboration avec Michael Scheidweiler et A. Jacquemin (pour les illustrations) une iconographie des orchidées, en 1836.
On retrouvera plusieurs écoles sur le site. De 1838 à 1840, une école normale comportant un internat et un externat. En 1843, elle sera remplacée par une école industrielle.

## Les collections

### Le musée d'histoire naturelle
Le musée comportait une riche collection de minéraux (2500) classées selon la méthode de Hauy, les roches (1200) étaient quant à elles classées selon la méthode d'Alexandre Brongniart. Une collection géonostique classée selon la méthode de Werner. Différents matériaux éruptifs provenant du Vésuve et de l'Etna. Enfin, le musée minéralogique comportait une importante collection de roches et de minéraux de Belgique.
La collection de fossiles comprenait des empreintes végétales sur des schistes, une collection de mollusques et de zoophytes fossilisés. Des collections qui furent données à Philippe Vandermaelen issue du Brabant et de la province d'Anvers. Des empreintes de divers animaux laissées dans le calcaire dont une très rare libellule. Enfin, elle comportait différents ossements et bois fossilisés.
Une topographie en relief du Massif du Mont-Blanc.
Un herbier comportant plus de 3000 plantes et une collection carpologique présentant nombre de fruits conservés dans l'alcool.
Les collections zoologiques n'étaient pas en reste et comportaient des collections relatives aux mammifères, aux oiseaux, aux reptiles et aux insectes au sein desquels se trouvait une importante collection de coléoptères. On pouvait y voir de nombreux spécimens conservés dans l'alcool ainsi qu'une collection de coquilles d'animaux terrestres, fluviatiles ou marins. Des oursins, des polypiers et même des fœtus.
L'atelier d'anatomie comparée, en pleine expansion au moment de la rédaction de la notice sur les collections de l'Établissement géographique de Bruxelles comportait déjà une belle collection de squelettes de différents mammifères.
L'établissement disposait également d'un laboratoire comprenant des matières médicales en vue de leur étude.
Un médaillier exhibait nombre de richesses archéologiques.
Enfin, une collection ethnographique montrait des parures et des armements issus de différents points du globe.

### Les serres
La plus grande, surplombait le jardin de trois mètres. Ses dimensions étaient de 30 m de long, 7 m de large pour 8 m de haut. Elle était scindée en deux parties par un diaphragme en vitraux. Dans la première partie, s'étageaient sur 6 à 14 étages de gradins les différentes collections (300 camellies, 500 pelagornes, 400 rosiers du Bengale, des variétés de rhododendrons, d'araucarias, eucalyptus, metrosideros, etc. La seconde partie constituait la grande serre chaude. Elle était à son tour compartimentée en deux zones selon le substrat (pleine terre et tannée pour l'une, tannée seule pour l'autre). La seconde serre, de dimension un peu plus modeste faisait 30 m de long, 3 m de large et 3 m de haut. Elle était également fractionnée en deux, une serre chaude et une serre tempérée. Enfin, une troisième serre reprenait l'importante collection d'orchidées épiphytes.
Le jardin n'était pas en reste et livrait ses collections de pivoines de Chine, de rhododendrons, d'azalées, de magnolias, etc. Son étang quant à lui, hébergeait la collection de plantes aquatiques.
Une école de botanique reprenait enfin différentes collections classées selon le système sexuel de Linné. L'école s'était adjointe les services de Michael Scheidweiler qui venait y professer deux fois par semaine pour y enseigner la botanique et la physiologie des plantes.
Pierre-Joseph Meeûs s'occupa de la sucrerie de l'établissement.

### La bibliothèque et la mappothèque
La bibliothèque comportait de nombreux ouvrages dans toutes les langues, de rares volumes et nombre de publications de différentes sociétés savantes. Ces livres étaient répertoriés dans trois catalogues les reprenant tantôt par leur format, leur auteur ou selon le pays et la science concernés.
La mappothèque ou salle des cartes comportait plus de 1500 cartes de tous pays ainsi que des atlas généraux totalisant plus de 20 000 feuilles. On y trouvait également de nombreuses cartes cadastrales, des ponts-et-chaussées ou minières.

## Fermeture
L’Établissement géographique de Bruxelles fermera ses portes en 1880, la Bibliothèque royale de Belgique récupère, en partie du moins, ses archives et ses collections. L'Institut géographique national dont les fondements remontent à 1831 détient également une collection Vandermaelen.

## Inventaire
- Pierre Auguste Joseph Drapiez signe une notice sur l'Établissement géographique de Bruxelles qui est un inventaire des différentes collections dirigées par Philippe Vandermaelen[1].
- Philippe Vandermaelen, Dictionnaire des hommes de lettres, des savans, et des artistes de la Belgique: présentant l'énumération de leurs principaux ouvrages suivi de la description des principales collections que renferme l'Établissement géographique de Bruxelles, Établissement géographique, Bruxelles, 1837, 264 p, les PP. 235-249 sont consacrées à l'Établissement.

## Articles liés
- Philippe Vandermaelen
- Famille Meeûs pour informations sur Pierre-Joseph Meeûs, son beau-frère.
- Alphonse Wauters y avait fait ses débuts.